# 山岸純
山岸 純（やまぎし じゅん、1930年9月14日 - 2000年12月17日）は、日本画家、日本芸術院会員。
京都市生まれ。1953年京都市立美術大学日本画科卒。1955年同研究科修了、徳岡神泉に師事。1955年日展初入選。1961年日展特選・白寿賞。1966年日展菊花賞。1974年京都市立美術大学助教授、日展評議員。1975年日展文部大臣賞、京都市立芸術大学教授。1990年京都府文化賞功労賞受賞。1992年日本芸術院賞受賞。1993年日展理事。1996年京都市立芸術大学を退職、名誉教授、京都市文化功労者。1997年名古屋芸術大学教授。1999年日本芸術院会員。2000年日展常務理事。